# Bothriomyrmex breviceps
Bothriomyrmex breviceps är en myrart som beskrevs av Santschi 1919. Bothriomyrmex breviceps ingår i släktet Bothriomyrmex och familjen myror. Inga underarter finns listade.